# 사프라닌
사프라닌(영어: safranin)은 조직학 및 세포학에서 사용되는 염색 시약이다. 사프라닌 O(영어: safranin O) 또는 염기성 레드 2(영어: basic red 2)라고도 한다. 사프라닌은 일부 염색 과정에서 대비염색제로 사용되어 세포핵을 빨간색으로 착색시킨다. 사프라닌은 그람 염색과 내생포자 염색 모두에서 고전적인 대비염색제이다. 사프라닌은 또한 연골, 점액, 비만 세포 과립의 검출에서도 사용할 수 있다.

## 같이 보기
- 크리스탈 바이올렛
- 그람 염색